# 封事
封事（ふうじ）は、古代中国における皇帝へ意見を提出する際の方法の一つ。上封事、奏封事（封事をたてまつる）、上封とも言う。
前漢の宣帝の時代、権力者霍光が死亡して親政を始めた地節2年に、宣帝は群臣に封事を上奏することを許し、下々の状況を知ろうとした（『漢書』宣帝紀）。
『漢書』霍光伝、魏相伝によると、それまでは皇帝への上奏文は同じものを二つ作ることとなっており、一つは領尚書事が先に開封して中身を確認し、内容を見て良くないと判断されればそれを皇帝に見せないようにすることが出来た。封事は文書を掌る尚書より先に中書令が直接皇帝に持って行き、領尚書事が中身を確認することがないため、領尚書事により握りつぶされず、そのため当時領尚書事になっていた霍山ら、権力を握っていた霍光の一族にとって不都合な事が宣帝の目に留まるようになった。
これ以降も、他の権力者の目を気にせずに臣下が皇帝へ直接意見や情報を伝える手段として使われるようになった。